# Вортвил (Пенсилванија)
Вортвил (енгл. Worthville) град је у америчкој савезној држави Пенсилванија.

## Демографија
По попису из 2010. године број становника је 67, што је 18 (-21,2%) становника мање него 2000. године.
| Група             | 2000.      | 2010.      |
| Белци             | 81 (95,3%) | 65 (97,0%) |
| Афроамериканци    | 0 (0,0%)   | 0 (0,0%)   |
| Азијати           | 0 (0,0%)   | 0 (0,0%)   |
| Хиспаноамериканци | 0 (0,0%)   | 1 (1,5%)   |
| Укупно            | 85         | 67         |